# Anajapygidae
Anajapygidae  (лат.) — семейство двухвосток (Diplura). Крыльев и глаз нет. Ротовой аппарат грызущий, полностью погружён в головную капсулу. Абдоминальные сегменты с дыхальцами. Трихоботрии расположены на 5—12 члениках усика. Церки цилиндрические, короткие. Северная Америка, Западная Африка, Южная Азия и Южная Европа.

## Систематика
8 видов и 2 рода.
- Род Anajapyx Silvestri, 1903
  - Anajapyx amabilis Smith, 1960 — Мексика
  - Anajapyx carli Pagés, 1997 — Индия
  - Anajapyx guineensis Silvestri, 1938 — Гвинея
  - Anajapyx menkei Smith, 1960 — Мексика
  - Anajapyx mexicanus Silvestri, 1909 — Мексика
  - Anajapyx stangei Smith, 1960 — Мексика
  - Anajapyx vesiculosus Silvestri, 1903 — Италия
- Род Paranajapyx Pagés, 1997
  - Paranajapyx hermosus (L.Smith, 1960) — Калифорния
    - [=Anajapyx hermosus L.Smith, 1960]